# Luis Barragán
Luis Barragán Morfín (Guadalajara, 1902. március 9. – Mexikóváros, 1988. november 22.) egy autodidakta mexikói építész volt.

## Korai évek
Barragán mérnöknek tanult a guadalajarai Escuela Libre de Ingenieros iskolában, az építész mesterséget saját magától tanulta ki.
A diploma megszerzése után beutazta Spanyolországot, Franciaországot (ahol Le Corbusier előadásain is részt vett) és Marokkót. Szintén Franciaországban megismerkedett egy német-francia író és művész, Ferdinand Bac műveivel, ami nagy hatással volt későbbi karrierjére. Miután visszatért Mexikóba, építészként kezdett dolgozni, először Guadalajarában (1927-1936), utána pedig Mexikóvárosban (1936-tól).

## Karrier

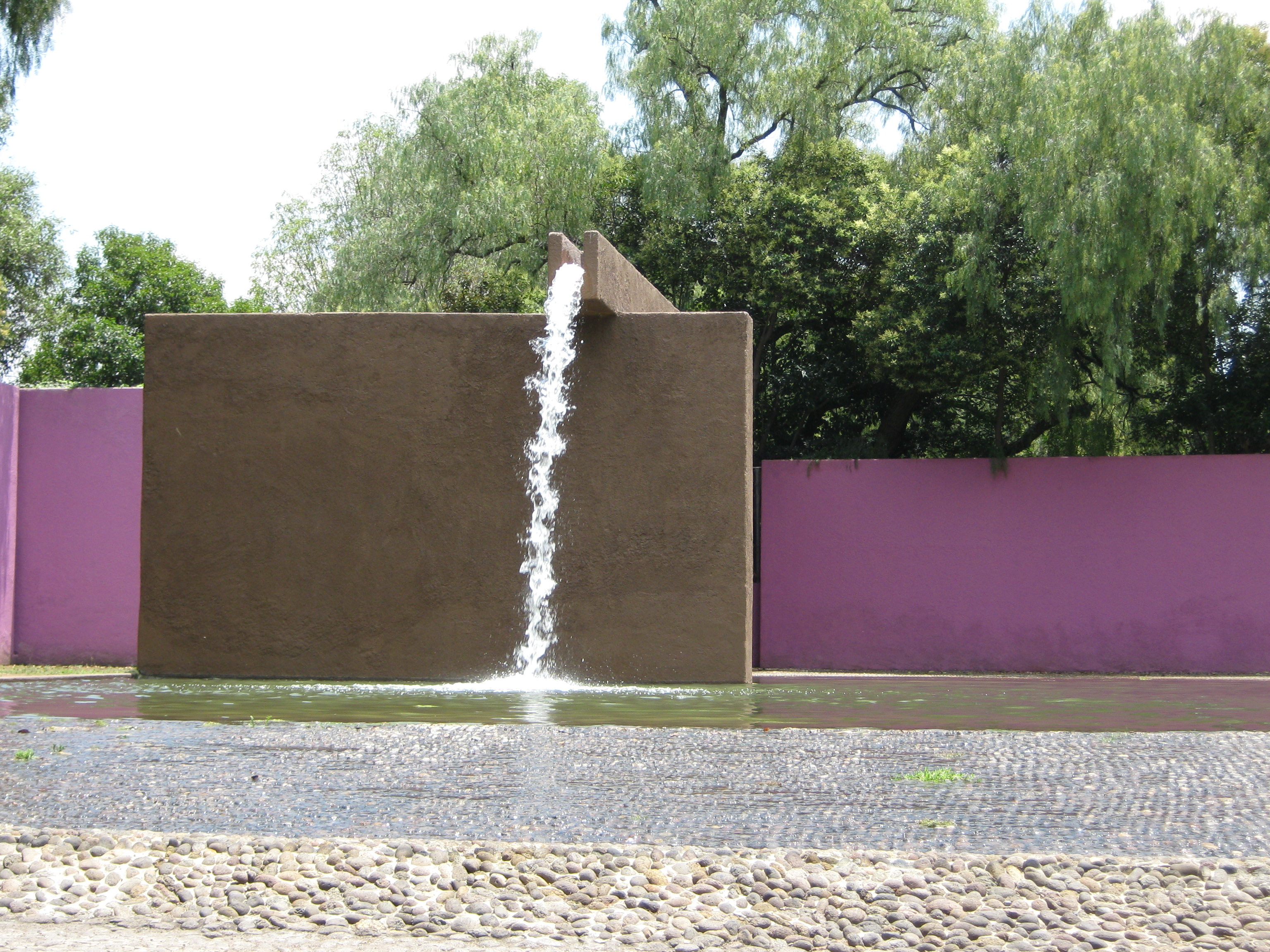
Fuente de los Amantes

Amíg Guadalajarában dolgozott, több tucat családi házat tervezett a Colonia Americana nevű területen, ami ma a város belvárosának közelében található. Ezen lakóépületek között található az első munkája, a Casa Cristo, amely ma a jaliscói Építészek Céhének ad otthont.

## Jelentős épületei

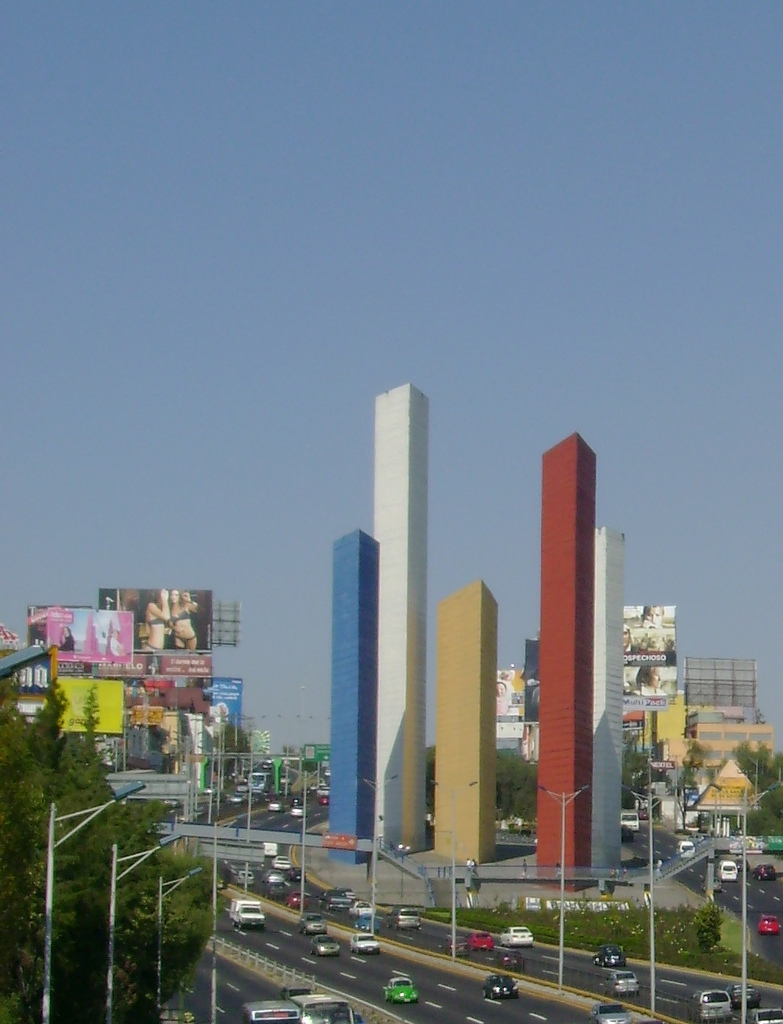
Torres de Satélite

1945-ben tervezte a Jardines del Pedregalt, ami egy 5,1 km²-nyi területen fekvő előkelő lakónegyed. 1947-ben Tacubayában felépült a saját háza és műterme. 1955-ben készítette a Jardines del Bosque lakónegyed terveit Guadalajarában. 1957-ben tervezte a Torres de Satélitét, melynek híres tornyait Mathias Goeritz szobrásszal közösen készített. Szintén ekkor dolgozott a tlalpani Convento de las Capuchinas Sacramentarias és a Ciudad Satélite melletti Las Arboledas nevű exkluzív lakónegyed tervein. 1964-ben Juan Sordo Madaleno építésztársával alkotta meg a Lomas Verdes lakónegyedet Naucalpanban, 1967-ben pedig elkészítette az egyik legjobban ismert munkáját, a San Cristóbal Estates lovardát Mexikóvárosban.

## Barragán és a modernista mozgalom
Barragánra nagy hatással voltak Le Corbusier előadásai, így az Európában kialakult modernista mozgalom is. Mexikóba való visszatérése után tervezett épületein megfigyelhető a modernizmusra jellemző tipikus letisztult vonalvezetés. A funkcionalizmus ellenzőjeként az érzelmes építészet híve volt, azt állítva, hogy  minden olyan építészeti alkotás, amely nem fejez ki érzelmeket, hiba. Barragán egész pályája alatt olyan anyagokkal dolgozott, mint például a kő vagy a fa. Eme anyagokhoz adta hozzá a fény-árnyék kontrasztjának hatását, mellyel igen magas színvonalon tudott játszani.

## Díjak
Barragánt sokáig igen kevés elismeréssel díjazták, míg 1975-ben megkapta első kitüntetését a New York-i Modern Művészetek Múzeumától. 1980-ban pedig Pritzker-díjjal honorálták munkáját, mely az építész szakma egyik legfontosabb szakmai elismerése. 2004-ben mexikóvárosi háza és műterme felkerült az UNESCO világörökségi helyszínei közé.

## Hatása
Barragán munkáit gyakran, és félrevezető módon a minimalista építészet példájaként emlegetik. John Pawson Minimum című könyvében bemutatja az építész néhány munkáját. A legtöbb minimalista stílusban alkotó építész forma- és téralkotása hasonló.
Barragán hatással volt sok kortárs mexikói építészre, például Ricardo Legorettára is.

## Örökség
1988-ban bekövetkezett halála után két nonprofit szervezet is alakult, hogy Barragán hagyatékát felügyelje.
A Fundación de Arquitectura Tapatía birtokában van jelenleg az építész saját háza. Az épületben ma múzeum működik, ami Barragánnak állít emléket és ösztöndíjakat tervez azoknak az építészeknek, akik további házait szeretnék megnézni.
A Barragán Foundation egy bázeli szervezet, ami nem nonprofit, és 1995-ben megszerezte Luis Barragán hivatalos archívumát, 1997-ben pedig Armando Salas Portugal fényképész dokumentumait az építész munkájáról. A szervezet fő célja ezen dokumentumok megóvása és tanulmányozása.

## Fontosabb munkái
- Las Arboledas (Mexikóváros, 1955–1961)
- Barragán-ház, (Mexikóváros, 1947–1948)
- Jardines del Pedregal (Mexikóváros, 1945–1953)
- Tlalpani kápolna, Tlalpan (Mexikóváros, 1954–60)
- Gálvez Ház (Mexikóváros, 1955)
- Jardines del Bosque (Guadalajara, 1955–1958)
- Torres de Satélite (Mexikóváros, 1957–1958), tervezőtársa Mathias Goeritz
- Cuadra San Cristóbal (Mexikóváros, 1966–1968)
- Gilardi-ház (Mexikóváros, 1975–1977)
- Faro del Comercio (Monterrey, 1983–1984)[5]